# 사랑의 용기 (2000년 영화)
사랑의 용기(Juste une question d'amour)는 2010년 공개된 프랑스/벨기에의 퀴어 영화이다.

## 줄거리
이 영화는 로랑(시릴 투브냉)과 세드릭(스테판 게랭틸리)이라는 두 젊은 게이 남성의 로맨스를 따라가는데, 두 사람은 로랑이 부모에게 커밍아웃해야 하는지에 대해 갈등을 겪는다.

## 캐스팅
- 시릴 투베냉 - 로랑 모리스 (Laurent Mouries)
- 스테판 게랭 틸리에 - 세드릭 마르탱 (Cédric Martin)
- 에바 달랑 - 엠마 마르탱 (Emma Martin)
- 다니엘 데니 - 장 모리스 (Jeanne Mouries)
- 이드위그 스테판 - 피에르 모리스 (Pierre Mouries)
- 카롤린 베이트 - 카롤 (Carole)
- 로렌스 세자르 - 마르탱 (Martine)
- 장 피에르 발레르 - 조르쥬 (Georges)